# Ucrânia no Festival Eurovisão da Canção Júnior
A Ucrânia estriou no Festival Eurovisão da Canção Júnior 2006. A emissora pública ucraniana UA:PBC é responsável pela participação.

## História
A Ucrânia venceu em 2012 com a música "Nebo" interpretada por Anastasiya Petryk. Sua irmã, Viktoria Petryk, alcançou o 2º lugar no Festival Eurovisão da Canção Júnior 2008 com "Matrosy". A Ucrânia sediou a competição de 2009 no Palácio dos Esportes de Kiev em 21 de novembro de 2009. Em 30 de novembro de 2013, a Ucrânia sediou mais uma vez a competição, desta vez no Palácio "Ucrânia" em Kiev. Kiev é a primeira cidade a acolher a competição duas vezes, enquanto a Ucrânia foi então o segundo país, depois dos Países Baixos, a acolher a competição duas vezes. Em 2 de julho de 2018, UA:PBC anunciou inicialmente que não participaria do concurso de 2018 em Minsk, Bielorrússia, devido a dificuldades financeiras.
No entanto, em 2 de agosto de 2018, a União Europeia de Radiodifusão (EBU) anunciou que UA:PBC participaria em 2018.

## Idiomas a concurso
| Idioma            | Vezes |
| ----------------- | ----- |
| Ucraniano         | 7     |
| Inglês, Ucraniano | 11    |

## Participação
Legenda
     Vencedor
     2.º lugar
     3.º lugar
     Pontuação Nula ("Null Points")/Último Lugar
     Melhor classificação (fora do top 3)
     Qualificação para a final (fora do top 3)
     País-anfitrião
     Desclassificado
|     | Ano             | Artista             | Língua            | Canção | Tradução                     | Lugar | Pontos |
| --- | --------------- | ------------------- | ----------------- | --- | ---------------------------- | ----- | ------ |
| 1º  | Bucareste 2006  | Nazar Slyusarchuk   | Ucraniano         | "Khlopchyk rock 'n' roll" C & L:Nazar Slyusarchuk | Menino rock 'n' roll         | 9º    | 58     |
| 2º  | Roterdão 2007   | Ilona Halytska      | Ucraniano         | "Urok hlamuru" C & L:Ilona Halytska | Lição de glamour             | 9º    | 56     |
| 3º  | Limassol 2008   | Victoria Petryk     | Ucraniano         | "Matrosy" C & L:Viktoria Petryk | Marinheiros                  | 2º    | 135    |
| 4º  | Kiev 2009       | Andranik Alexanyan  | Ucraniano         | "Tri topoli, tri surmy" C:Aleksanyan Andranik, Zlotnyk Sophia L:Anastasiya Kravchenko, Maria Kravchenko                                                  | Três choupos, três antimônio | 5º    | 89     |
| 5º  | Minsk 2010      | Yulia Gurska        | Ucraniano         | "Miy litak" C:Andrii Marusich L:Andrii Marusich, Yuliya Gurska                                                                                           | Meu avião                    | 14º   | 28     |
| 6º  | Erevan 2011     | Kristall            | Ucraniano, Inglês | "Evropa" C & L:Kristina Kochegarova | Europa                       | 11º   | 42     |
| 7º  | Amesterdão 2012 | Anastasiya Petryk   | Ucraniano, Inglês | "Nebo" C & L:Anastasiya Petryk | Céu                          | 1º    | 138    |
| 8º  | Kiev 2013       | Sofiya Tarasova     | Ucraniano, Inglês | "We are one" C:Michael Nekrasov, Sofia Tarasova L:Sofia Tarasova, Yevgeny Matyushenko                                                                    | Somos Um                     | 2º    | 121    |
| 9º  | Marsa 2014      | Sympho-Nick         | Ucraniano, Inglês | "Spring will come" C:Ameliya Kryms’ka, Marta Rak, Mikhail Nekrasov, Sofiia Kutsenko L: Ameliya Kryms’ka, Marta Rak, Sofiia Kutsenko, Yevgeny Matyushenko | A primavera chegará          | 6º    | 74     |
| 10º | Sófia 2015      | Anna Trincher       | Ucraniano, Inglês | "Pochny z sebe" C:Anna Trincher, Olena Topolya, Vadim Lisitsa L:Olena Topolya                                                                            | Comece com você mesmo        | 11º   | 38     |
| 11º | Valeta 2016     | Sofia Papel         | Ucraniano, Inglês | "Planet Craves for Love" C:Ruslan Kvinta L:Sandra Bjurman, Sofia Rol, Vitalii Kurovskyi, Yevgeny Matyushenko                                             | O planeta anseia por amor    | 14º   | 30     |
| 12º | Tbilisi 2017    | Anastasiya Bahinska | Ucraniano, Inglês | "Don't Stop" C & L:Anastasiya Baginska, Kateryna Komar                                                                                                   | Não Pares                    | 7º    | 147    |
| 13º | Minsk 2018      | Darina Krasnovetska | Ucraniano, Inglês | "Say Love" C:Mykhailo Klymenko L:Darina Krasnovetska, Mykhailo Klymenko, Volodymyr Sharykov                                                              | Diz Amor                     | 4º    | 182    |
| 14º | Gliwice 2019    | Sofia Ivanko        | Ucraniano, Inglês | "The Spirit Of Music" C:Mykhailo Tolmachov, Sophia Ivanko L:Sophia Ivanko                                                                                | O Espirito Da Musica         | 15º   | 59     |
| 15º | Gliwice 2020    | Oleksandr Balabanov | Ucraniano, inglês | "Vidkryvai" C & L:Mykhailo Klymenko, Oleksandr Balabanov                                                                                                 | Abre-te                      | 7º    | 106    |
| 16º | Paris 2021      | Olena Usenko        | Ucraniano         | "Vazhil" C: Olena Usenko, Kateryna Komar L: Olena Usenko                                                                                                 | Alavanca                     | 6°    | 125    |
| 17º | Erevã 2022      | Zlata Dziunka       | Ucraniano, inglês | Nezlamna (Unbreakable) C: ILLARIA L: ILLARIA, Zlata Dziunka                                                                                              | Inquebrável                  | 9º    | 111    |
| 18º | Nice 2023       | Anastasia Dymyd     | Ucraniano         | "Kvitka" C & L:Svitlana Tarabarova | Flor                         | 5°    | 128    |
| 19º | Madrid 2024     | Artem Kotenko       | Ucraniano, inglês | "HEAR ME NOW" Svitlana Tarabarova | OUÇA-ME AGORA                | 3°    | 203    |

## Comentadores e porta-vozes
Os concursos são transmitidos online para todo o mundo através do site oficial do Festival Eurovisão da Canção Júnior junioreurovision.tv e do YouTube. Em 2015, as transmissões online apresentaram comentários em inglês do editor da junioreurovision.tv, Luke Fisher, e do participante búlgaro do Festival Eurovisão da Canção Júnior de 2011, Ivan Ivanov. A emissora ucraniana enviou seus próprios comentaristas ao concurso para fazer comentários na língua ucraniana. Porta-vozes também foram escolhidos pela emissora nacional para anunciar a atribuição de pontos da Ucrânia. A tabela abaixo lista os detalhes de cada comentarista e porta-voz desde 2005.
| Ano  | Comentador           | Porta-voz           | Ref.                 |
| ---- | -------------------- | ------------------- | -------------------- |
| 2005 | Timur Miroshnychenko | Não Participou      | [ 4 ]                |
| 2006 | Timur Miroshnychenko | Assol               | [ 5 ]                |
| 2007 | Timur Miroshnychenko | Assol               |                      |
| 2008 | Timur Miroshnychenko | Marietta            |                      |
| 2009 | Mariya Orlova        | Marietta            |                      |
| 2010 | Timur Miroshnychenko | Elizabeth Arfush    |                      |
| 2011 | Timur Miroshnychenko | Amanda Koenig       | [ 6 ]                |
| 2012 | Timur Miroshnychenko | Kristall            |                      |
| 2013 | Tetiana Terekhova    | Elizabeth Arfush    | [ 7 ]                |
| 2014 | Timur Miroshnychenko | Sofia Tarasova      |                      |
| 2015 | Timur Miroshnychenko | Sofia Kutsenko      |                      |
| 2016 | Timur Miroshnychenko | Anna Trincher       | [ 8 ]                |
| 2017 | Timur Miroshnychenko | Sofia Rol           | [ 9 ]                |
| 2018 | Timur Miroshnychenko | Anastasiya Baginska | [ 10 ] [ 11 ]        |
| 2019 | Timur Miroshnychenko | Darina Krasnovetska | [ 12 ] [ 13 ]        |
| 2020 | Timur Miroshnychenko | Sophia Ivanko       | [ 14 ] [ 15 ]        |
| 2021 | Viktor Diachenko     | Oleksandr Balabanov | [ 16 ] [ 17 ]        |
| 2022 | Timur Miroshnychenko | Mykola Oliinyk      | [ 18 ] [ 19 ]        |
| 2023 | Timur Miroshnychenko | Zlata Dziunka       | [ 20 ] [ 21 ] [ 22 ] |
| 2024 | Timur Miroshnychenko | Anastasia Dymyd     | [ 23 ] [ 24 ] [ 25 ] |

## Edições realizadas na Ucrânia
| Ano  | Localização | Local            | Apresentadores                        |
| ---- | ----------- | ---------------- | ------------------------------------- |
| 2009 | Kyiv        | Palace of Sports | Ani Lorak e Timur Miroshnychenko      |
| 2013 | Kyiv        | Palace "Ukraine" | Zlata Ognevich e Timur Miroshnychenko |